# 陳立志
陳立志（英語： Tom，1952年8月2日— 2024年12月21日），前商業電台新聞及公共事務部財經新聞組總編輯，曾被該部門同事稱為「老總」。
陳立志在1952年於香港出生。在1970年代開始擔任無綫新聞記者及主播，曾在1980年代長期擔任無綫最後新聞及今日財經的主播，並於《財經消息》開播後不久（約1987年）專任財經主播暨編輯，但他於其他主播放大假期間，仍會兼任常規主播（如1991年2月14-15日（年三十晚及年初一）的晚間新聞）。
陳立志在1993年曾任職有線電視，為該台財經新聞的開國功臣，但不久便返回無綫電視；他曾是商業電台財經節目主持人，2008年元旦轉任監製。2007年被新聞話事·人節目訪問，與舊同事伍晃榮細訴在無綫時代的點滴。他現時於中大旗下的新聞教育基金出任總幹事一職，2018年元旦任亞洲電視新聞、體育及公共事務部總監，直到2022年正式退休。